# Osvaldo Aquino
Osvaldo Nicolás Aquino (San Lorenzo, 28 de enero de 1952-9 de julio de 2025) fue un futbolista paraguayo que jugaba de mediocampista/delantero y entrenador de fútbol.

## Carrera como futbolista
Aquino comenzó su carrera en las divisiones inferiores del Atlético Triunfo y pasó a jugar para otros equipos de la zona de San Lorenzo antes de fichar por el Guaraní de la Primera División de Paraguay en 1973. En 1974 fue contratado por el Olimpia Asunción, donde se convirtió en uno de los jugadores más emblemáticos del club al ganar varios campeonatos nacionales e internacionales en su carrera durante 10 años en el club. Algunos de los aspectos más destacados de Aquino en Olimpia incluyen meter el primer gol en la final de la Copa Libertadores 1979 contra el Boca Juniors, ganando la Copa Intercontinental 1979 y ganar seis títulos nacionales consecutivos de la Primera División (1978, 1979, 1980, 1981, 1982 y 1983). Terminó su carrera en 1985, jugando para el San Lorenzo y el Cerro Corá.
Aquino también formó parte de la selección de fútbol de Paraguay que ganó la Copa América 1979.

## Carrera como entrenador
Aquino recibió su certificación en 1989 y algunos de sus trabajos como entrenador incluyen la gestión de las divisiones juveniles del San Lorenzo, entrenador en jefe del Atlético Triunfo y miembro del personal técnico del Club Libertad en el 2001 y el 2002.

## Clubes
| Club             | País     | Año       |
| ---------------- | -------- | --------- |
| Atlético Triunfo | Paraguay | 1968      |
| San Lorenzo      | Paraguay | 1969-1971 |
| Manuel Cabello   | Paraguay | 1972      |
| Guaraní          | Paraguay | 1973      |
| Olimpia          | Paraguay | 1974-1984 |
| San Lorenzo      | Paraguay | 1985      |
| Cerro Corá       | Paraguay | 1985      |

## Palmarés

### Campeonatos nacionales
| Título            | Club           | País     | Año  |
| ----------------- | -------------- | -------- | ---- |
| Liga de Carapeguá | Manuel Cabello | Paraguay | 1972 |
| Primera División  | Olimpia        | Paraguay | 1975 |
| Primera División  | Olimpia        | Paraguay | 1978 |
| Primera División  | Olimpia        | Paraguay | 1979 |
| Primera División  | Olimpia        | Paraguay | 1980 |
| Primera División  | Olimpia        | Paraguay | 1981 |
| Primera División  | Olimpia        | Paraguay | 1982 |
| Primera División  | Olimpia        | Paraguay | 1983 |

### Campeonatos internacionales
| Título                | Equipo   | País     | Año  |
| --------------------- | -------- | -------- | ---- |
| Sudamericano Sub-20   | Paraguay | Paraguay | 1971 |
| Copa Libertadores     | Olimpia  | Paraguay | 1979 |
| Copa Intercontinental | Olimpia  | Paraguay | 1979 |
| Copa América          | Paraguay | Paraguay | 1979 |
| Copa Interamericana   | Olimpia  | Paraguay | 1980 |

### Distinciones individuales
| Distinción                                                                  | Año  |
| --------------------------------------------------------------------------- | ---- |
| Ganador de la Medalla López de Filippi al mejor jugador del año del Olimpia | 1976 |

## Como comentarista deportivo
Actualmente comenta partidos para la cadena ESPN al lado de Nicolás Ledesma en los relatos. 

## Reconocimientos
- Medalla al Mérito Domingo Martínez de Irala.
- El 19 de octubre de 2016 fue distinguido con la Medalla al Mérito Domingo Martínez de Irala por la Junta Municipal de la ciudad de Asunción, junto a sus compañeros de la selección paraguaya por el título de campeón logrado en la Copa América 1979.[5][6][7]